# Onthophagus testaceoviolaceus
Onthophagus testaceoviolaceus es una especie de insecto del género Onthophagus, familia Scarabaeidae, orden Coleoptera.
Fue descrita científicamente por Paulian en 1937.